# Prethopalpus
Genre
Prethopalpus est un genre d'araignées aranéomorphes de la famille des Oonopidae.

## Distribution
Les espèces de ce genre se rencontrent en Asie du Sud-Est, en Océanie et en Asie du Sud.

## Description
Les mâles mesurent de 1,0 à 1,7 mm et les femelles de 1,2 à 1,8 mm.

## Liste des espèces
Selon World Spider Catalog (version 15.0, 2014) :
- Prethopalpus alexanderi Baehr & Harvey, 2012
- Prethopalpus attenboroughi Baehr & Harvey, 2012
- Prethopalpus bali Baehr, 2012
- Prethopalpus bellicosus Baehr & Thoma, 2012
- Prethopalpus blosfeldsorum Baehr & Harvey, 2012
- Prethopalpus boltoni Baehr & Harvey, 2012
- Prethopalpus brunei Baehr, 2012
- Prethopalpus callani Baehr & Harvey, 2012
- Prethopalpus cooperi Baehr & Harvey, 2012
- Prethopalpus deelemanae Baehr & Thoma, 2012
- Prethopalpus eberhardi Baehr & Harvey, 2012
- Prethopalpus fosuma (Burger, 2002)
- Prethopalpus framenaui Baehr & Harvey, 2012
- Prethopalpus hainanensis Tong & Li, 2013
- Prethopalpus humphreysi Baehr & Harvey, 2012
- Prethopalpus ilam Baehr, 2012
- Prethopalpus infernalis (Harvey & Edward, 2007)
- Prethopalpus java Baehr, 2012
- Prethopalpus julianneae Baehr & Harvey, 2012
- Prethopalpus khasi Baehr, 2012
- Prethopalpus kintyre Baehr & Harvey, 2012
- Prethopalpus kranzae Baehr, 2012
- Prethopalpus kropfi Baehr, 2012
- Prethopalpus leuser Baehr, 2012
- Prethopalpus madurai Baehr, 2012
- Prethopalpus magnocularis Baehr & Thoma, 2012
- Prethopalpus mahanadi Baehr, 2012
- Prethopalpus maini Baehr & Harvey, 2012
- Prethopalpus marionae Baehr & Harvey, 2012
- Prethopalpus meghalaya Baehr, 2012
- Prethopalpus oneillae Baehr & Harvey, 2012
- Prethopalpus pahang Baehr, 2012
- Prethopalpus pearsoni Baehr & Harvey, 2012
- Prethopalpus perak Baehr, 2012
- Prethopalpus platnicki Baehr & Harvey, 2012
- Prethopalpus rawlinsoni Baehr & Harvey, 2012
- Prethopalpus sabah Baehr, 2012
- Prethopalpus sarawak Baehr, 2012
- Prethopalpus scanloni Baehr & Harvey, 2012
- Prethopalpus schwendingeri Baehr, 2012
- Prethopalpus tropicus Baehr & Harvey, 2012
- Prethopalpus utara Baehr, 2012

## Publication originale
- Baehr, Harvey, Burger & Thoma, 2012 : The new Australasian goblin spider genus Prethopalpus (Araneae, Oonopidae). Bulletin of the American Museum of Natural History, no 369, p. 1-113 (texte intégral).